# ريكاردو غوميز دا سيلفا
ريكاردو غوميز دا سيلفا هو لاعب كرة قدم برتغالي، ولد في 24 سبتمبر 1976 في بورتو في البرتغال.